# Szkoła latania
Szkoła latania – pierwszy wydany w albumie komiks z serii Kajko i Kokosz autorstwa Janusza Christy. Komiks obecnie jest lekturą szkolną. 

## O komiksie
Pierwotnie na oryginalnych planszach narysowanych przez Christę tytuł komiksu brzmiał Sztuka latania.
Przed wydaniem albumowym komiks ukazał się w czasopiśmie Świat Młodych w roku 1975 w numerach od 96 do 130. Był to pierwszy komiks tego autora o Kajku i Kokoszu, który ukazał się nakładem tej gazety z początku w formie gazetowej wydawany bez tytułu Szkoła latania, lecz jako Kajko i Kokosz. Publikowany był na ostatniej stronie – jedna strona komiksu na całej szpalcie gazety (w sumie 35 plansz, ukazujących się trzy razy na tydzień).
W komiksie tym po raz pierwszy pojawiają się Zbójcerze.
W pierwszym wydaniu albumowym w roku 1981 (nakład ponad 80 000 egz.) komiks ten już pod tytułem Szkoła latania był wydany wraz z komiksem Wielki Turniej w jednym tomie jako flip-book, czyli książeczka do czytania z obu stron. Dwie historyjki wydrukowano do góry nogami względem siebie, a każda z nich posiadała własną okładkę.
W roku 2005 na podstawie komiksu została oparta gra komputerowa.
W 2011 komiks ten wydano w formie e-booka, oglądanego nie całymi stronami lecz kadr po kadrze (jeden ekran – jeden kadr, niezależnie od rozmiaru obrazka i czcionki).
W 2016 roku komiks został lekturą szkolną dla klas IV podstawowych, będąc zarazem pierwszym komiksem w historii Polski, który trafił do kanonu lektur.
W 2019 roku w teatrze Syrena ruszyły prace nad adaptacją musicalową.

## Treść komiksu
Łamignat narzeka na rzekomy brak sił, jego żona czarownica Jaga chcąc mu pomóc ofiarowuje mu czarodziejską fujarkę, która ma zaklętą moc i daje nadludzką siłę. Tymczasem Mirmił i jego dwaj dzielni wojowie wracają z polowania lecz z powodu ciemności nie zostają wpuszczeni do własnego grodu. Błądząc po lesie najpierw omyłkowo padają ofiarami napaści zbója Łamignata, który wypróbowuje swoją nową fujarkę, a potem na wszystkich napadają zbójcerze. O świcie po nocnych perypetiach trójka wojów wraca do grodu. Pierwszym rozkazem, który wydaje Mirmił jest zakaz zamykania bramy. Wiadomość ta dociera do zbójcerzy, którzy w przebraniu wchodzą do grodu i wszczynają waśnie w klubo-gospodzie i napadają na dom Mirmiła. Na posterunku jednak stoją Kajko i Kokosz, którzy z pomocą mieszkańców po krótkich potyczkach wyganiają intruzów z grodu. Przywódca zbójcerzy Krwawy Hegemon wobec porażki kompanów realizuje swój plan rozpościerając przed Mirmiłem wizje podniebnych lotów. Mirmił postanawia pod wpływem roztaczanych wizji nauczyć się latać na miotle u ciotki Kokosza czarownicy Jagi. Po niefortunnych lotach, zniszczeniu domu czarownicy i nadwyrężeniu własnego zdrowia obolałego Mirmiła ponownie odwiedza Hegemon  i zachęca go do odwiedzenia Wyższej Szkoły Latania. Pomimo protestów Lubawy kasztelan wyrusza na Łysą Górę wraz ze swoimi dwoma najlepszymi wojami. Po perypetiach z bolącym zębem po drodze cała trójka szczęśliwie dociera na miejsce. Tam Mirmił po zdobyciu dyplomu z umiejętności latania nabywa latający kufer i maść latania. Podczas drogi powrotnej po kilku perypetiach kufer zostaje rozbity podczas „twardego lądowania”. W tym czasie zbójcerze wykorzystując nieobecność trzech najlepszych wojów atakują gród. Dzięki pomocy Łamignata wraz z małżonką mieszkańcy odpierają pierwsze natarcie. Mirmił wraz z kompanami wróciwszy na czas, pomagają rozbić zbójcerzy za pomocą latającego pnia drzewa. Kasztelan na zwycięskiej uczcie od mieszkańców otrzymuje tytuł Mirmiła Walecznego.

## Inne wersje językowe komiksu
W roku 2005 wydawnictwo Egmont wydało specjalną edycję komiksu Szkoła Latania pt. Szkoła furganio, jest to komiks przetłumaczony na gwarę śląską. Przekładu dokonał Andrzej Roczniok. Komiks zawiera załączony słownik z charakterystycznymi dla języka śląskiego głoskami.
W 2018 ukazało się tłumaczenie w języku angielskim, którego autorem był Michael Kandel. Tytuł brzmiał Flying School zaś imiona bohaterów zostały przetłumaczone „Kayko and Kokosh”. Komiks spotkał się z kontrowersją, gdy na internecie ukazało się kilka pierwszych stron. Słowo „Flute” (flet) wiele osób odczytało jako „Fiute” (w wyniku pomyłki redakcyjnej, gdzie choć wszystkie litery miały być wielkie, „L” zostało napisane z małej przypominając nieco „i” krótkie, co naturalnie wywołało skojarzenie z wulgarnym słowem „fiut”) Nakład został wycofany przez wyjściem na rynek i wydrukowany ponownie w poprawnej wersji.